# Otostigmus multidens
Otostigmus multidens är en mångfotingart som beskrevs av Haase 1887. Otostigmus multidens ingår i släktet Otostigmus och familjen Scolopendridae.

## Underarter
Arten delas in i följande underarter:
- O. m. carens
- O. m. multidens